# Корольков Микола Павлович
Корольков Микола Павлович (28 жовтня 1946 — 5 липня 2024) — радянський вершник.
Олімпійський чемпіон 1980 року в командному конкурі, срібний призер 1980 року в індивідуальному конкурі.